# القائمة الكردية
القائمة الكردستانية، والمعروفة أيضًا باسم التحالف الكردستاني أو قائمة الإخوان، هي تحالف انتخابي شارك في الانتخابات البرلمانية لحكومة إقليم كردستان في العراق خلال تموز 2009.
تُمثل القائمة الكردستانية ائتلافًا بين الحزبين الرئيسيين الحاكمين في إقليم كردستان، وهما:
- الحزب الديمقراطي الكردستاني.
- الاتحاد الوطني الكردستاني.

ويُعد هذا التحالف بمثابة امتداد أو خليفة للتحالف السابق المعروف باسم التحالف الوطني الديمقراطي الكردستاني.
كان رئيس القائمة الكردستانية هو الدكتور برهم صالح (عن الاتحاد الوطني الكردستاني)، الذي شغل سابقًا منصب نائب رئيس الوزراء العراقي. وقد انتُخب لاحقًا رئيسًا لوزراء إقليم كردستان في سبتمبر/أيلول 2009.
دعمت القائمة الكردستانية مسعود بارزاني (عن الحزب الديمقراطي الكردستاني) باعتباره الرئيس الحالي والمعاد انتخابه لإقليم كردستان.

## الانتخابات العراقية 2010
وفي الانتخابات البرلمانية العراقية عام 2010، ضمّت القائمة الكردستانية تحالفًا من أحد عشر حزبًا، كان من أبرزها:
- الحزب الديمقراطي الكردستاني - بقيادة الرئيس الكردي مسعود بارزاني.
- الاتحاد الوطني الكردستاني – بزعامة الرئيس العراقي جلال الطالباني.
- الحزب الشيوعي الكردستاني – العراق – بقيادة كمال شاكر.
- الحركة الإسلامية الكردستانية - بقيادة الشيخ عثمان عبد العزيز.
- حزب كادحي كردستان - بقيادة قادر عزيز.
- حركة الأخوة التركمانية - بقيادة كلخي نجم الدين نور الدين.
- الحزب الاشتراكي الديمقراطي الكردستاني.

### المقاعد
| محافظة            | الحزب الديمقراطي الكردستاني | الاتحاد الوطني الكردستاني | قائمة كردستان الكاملة | إجمالي مقاعد المحافظة |
| ----------------- | --------------------------- | ------------------------- | --------------------- | --------------------- |
| ديالى             | 0                           | 1                         | 1                     | 13                    |
| دهوك              | 8                           | 1                         | 9                     | 10                    |
| هيولر             | 8                           | 2                         | 10                    | 14                    |
| كركوك             | 2                           | 4                         | 6                     | 12                    |
| نينوى             | 6                           | 2                         | 8                     | 31                    |
| السليماني         | 2                           | 6                         | 8                     | 17                    |
| المقاعد التعويضية | 0                           | 1                         | 1                     | 7                     |
| المجموع:          | 26                          | 17                        | 43                    | 325                   |